# Kansai International Airport
Kansai International Airport (関西国際空港 Kansai Kokusai Kūkō) (KIX RJBB) er en international lufthavn på en kunstig ø midt i Osaka Bugt, 38 km sydvest for Osaka Station ved megabyen Osaka i Japan. Lufthavnen er via en fast forbindelse forbundet til hovedøen Honshū. Lufthavnen fungerer som international luftforbindelse for All Nippon Airways, Japan Airlines, Nippon Cargo Airlines, foruden Japans første internationale lavpris-flyselskab Peach.
Den er i daglig tale kendt som  (関空 Kankū) på japansk.
Kansai åbnede i 1994 for at aflaste den overbelastede Osaka International Airport, som ligger tættere på byen Osaka og som nu kun håndterer indenrigsflyvninger. Igennem år 2006 havde KIX 116.475 flyoperationer, hvor af 73.860 var internationale (31 lande, 71 byer) og 42.615 var indenrigsflyvninger (19 byer). Det tatale antal passagerer var 16.689.658 hvor af 11.229.444 var internationale og 5.460.214 var indenrigs, hvilket var sjette flest i Japan og næst flest Osaka-området. Til trods for dette så faldt luftfartstrafikken med næsten 20% i løbet af to år til 13,4 millioner passagerer i 2009. I 2010 er luftfartstrafikken steget til over 14 millioner passagerer, med ca. 10,4 mio. internationale passagerer og ca 3,7 mio. indenrigspassagerer.
Fragtmængden var på 802.162 ton, hvor af 757.414 ton var internationale (18. mest i verden) og 44.748 ton var indenrigs. Lufthavnens anden landingsbane åbnede 2. august 2007. Kansai Airport er blevet et væsentligt trafikalt knudepunkt for Asiens luftfartstrafik med 499 ugentlige flyvninger til destinationer i Asien, 66 ugentlige flyvninger til Europa og Mellemøsten; og 35 ugentlige flyvninger til Nordamerika.